# Біогеографія та географія ґрунтів
Біогеогра́фія та геогра́фія ґрунті́в — галузь науки, що займається вивченням закономірностей глобального, регіонального й локального поширення і функціонування природних та антропогенних геосистем, основою яких є ґрунти і біота, з метою їх охорони, підвищення біопродуктивності й раціонального використання.

## Основні напрямки досліджень
- Вивчення географічних закономірностей поширення й розподілу організмів та їх угруповань, виявлення специфіки розподілу і його причин, встановлення структурно-функціональних і природно-історичних особливостей біоти планети на різних рівнях організації біосфери; біогеографічне районування.
- Походження і розвиток сучасної біоти. Принципи виділення біогеографічних регіонів.
- Проблеми охорони та раціонального використання біогеографічних ресурсів біосфери.
- Експертна оцінка й прогноз наслідків різноманітних цілеспрямованих і випадкових впливів на біосферу.
- Принципи й методи географічних досліджень і картографування ґрунтів.
- Проблеми генезису й еволюції ґрунтів як основного компоненту ландшафту.
- Загальні проблеми ґрунтоутворення. Вивчення сучасних ґрунтоутворюючих процесів в основних типах ґрунтів. Закономірності поширення основних типів і підтипів ґрунтів.
- Проблеми діагностики та класифікації природних і антропогенно змінених ґрунтів.
- Принципи і методи ґрунтово-географічного, ґрунтово-меліоративного і ґрунтово-екологічного районування.
- Агроекологічна оцінка й оптимізація використання ґрунтів у різних агроекосистемах.
- Функціонування природних і агроекосистем. Прийоми меліорації та прогнози наслідків впливу людини на природні ландшафти.
- Земельні ресурси, їх оцінка. Земельний кадастр, економічна оцінка та бонітування ґрунтів. Принципи і методи вартісної оцінки земель.
- Охорона ґрунтів і агроекосистем від хімічного забруднення, виробництво екологічно чистої продукції. Регіональні системи ґрунтозахисних меліорацій.
- Зональні меліоративні комплекси, спрямовані на окультурення та раціональне використання ґрунтів із низькою природною родючістю (підзолисті, піщані і супіщані, підзолисті оглеєні, солонцюваті та засолені тощо).
- Проблеми рекультивації земель, порушених промисловістю та сільськогосподарським виробництвом, протиерозійний і протидефляційний захист ґрунтів.
- Гідротехнічні та хімічні меліорації ґрунтів, їх оптимізація й прогноз. Моніторинг зрошуваних й осушених земель.
- Радіоактивність ґрунтів. Радіоактивне забруднення ґрунтового покриву.
- Геоінформаційні системи і ГІС-технології у біогеографії та географії ґрунтів.
- Теоретичні й методичні основи вивчення структур ґрунтового покриву, прикладні завдання.
- Екологічні функції ґрунтів. Проблеми організації та функціонування моніторингу ґрунтів і ґрунтово-охоронної інфраструктури.